# Đảng ủy Bộ Giao thông Vận tải Đảng Cộng sản Việt Nam
Đảng ủy Bộ Giao thông Vận tải hay còn được gọi là Ban chấp hành Đảng bộ Bộ Giao thông Vận tải là cấp ủy trực thuộc Đảng ủy Khối các cơ quan Trung ương của Đảng Cộng sản Việt Nam. Đây cơ quan lãnh đạo cao nhất của Đảng bộ Bộ Giao thông Vận tải giữa hai nhiệm kỳ Đại hội, có chức năng lãnh đạo, kiểm tra, giám sát các tổ chức cơ sở đảng trực thuộc phát huy vai trò hạt nhân chính trị, lãnh đạo cán bộ đảng viên và cán bộ, công chức, viên chức, người lao động chấp hành Cương lĩnh chính trị, Điều lệ, nghị quyết, chỉ thị của Đảng, chính sách, pháp luật của Nhà nước, nghị quyết của cấp ủy cấp trên, của Đảng ủy, bảo đảm hoàn thành tốt nhiệm vụ chính trị của Ngành, của cơ quan đơn vị. Xây dựng Đảng bộ trong sạch vững mạnh gắn với xây dựng chính quyền và các đoàn thể trong cơ quan Bộ Giao thông Vận tải vững mạnh.

## Chức năng nhiệm vụ
Đảng bộ Bộ Giao thông Vận tải trực thuộc Đảng bộ Khối các cơ quan Trung ương có chức năng lãnh đạo, kiểm tra, giám sát các tổ chức cơ sở đảng trực thuộc phát huy vai trò hạt nhân chính trị, lãnh đạo đảng viên và cán bộ, công chức, viên chức, người lao động chấp hành Cương lĩnh chính trị, Điều lệ Đảng, đường lối, chủ trương của Đảng, chính sách, pháp luật của Nhà nước, nghị quyết của cấp ủy cấp trên, bảo đảm hoàn thành tốt nhiệm vụ chính trị của cơ quan, đơn vị; Xây dựng đảng bộ, chi bộ trong sạch, vững mạnh gắn với xây dựng chính quyền và các đoàn thể trong cơ quan, đơn vị vững mạnh.
Đảng bộ Bộ Giao thông Vận tải có nhiệm vụ lãnh đạo thực hiện nhiệm vụ chính trị; Lãnh đạo công tác chính trị, tư tưởng; Tham gia công tác tổ chức, cán bộ; Xây dựng tổ chức đảng; Lãnh đạo các đoàn thể quần chúng;
Đảng bộ Bộ Giao thông Vận tải được thực hiện các quyền của cấp ủy cấp trên trực tiếp tổ chức cơ sở đảng theo quy định của Điều lệ Đảng và quy định của Ban Chấp hành Trung ương; được quyết định thành lập, giải thể, chia tách, sáp nhập, kiện toàn các tổ chức đảng trực thuộc; chỉ định, chuẩn y cấp ủy, ủy ban kiểm tra; phát thẻ, quản lý thẻ đảng viên, công nhận đảng viên chính thức; quyết định kết nạp lại đảng viên sau khi được Ban Thường vụ Đảng ủy Khối các cơ quan Trung ương đồng ý bằng văn bản; ủy quyền cho đảng ủy cơ sở quyết định kết nạp, khai trừ đảng viên khi có đủ điều kiện; quyết định về khen thưởng, kỷ luật đảng viên theo quy định

## Tổ chức
- Văn phòng
- Ban Tổ chức
- Ban Tuyên giáo
- Ban Dân vận
- Uỷ ban Kiểm tra
- Các Đảng ủy, chi ủy trực thuộc

## Đảng ủy hiện nay
| Ban Thường vụ Đảng ủy Bộ Giao thông Vận tải nước Cộng hòa xã hội chủ nghĩa Việt Nam | Ban Thường vụ Đảng ủy Bộ Giao thông Vận tải nước Cộng hòa xã hội chủ nghĩa Việt Nam | Ban Thường vụ Đảng ủy Bộ Giao thông Vận tải nước Cộng hòa xã hội chủ nghĩa Việt Nam | Ban Thường vụ Đảng ủy Bộ Giao thông Vận tải nước Cộng hòa xã hội chủ nghĩa Việt Nam | Ban Thường vụ Đảng ủy Bộ Giao thông Vận tải nước Cộng hòa xã hội chủ nghĩa Việt Nam | Ban Thường vụ Đảng ủy Bộ Giao thông Vận tải nước Cộng hòa xã hội chủ nghĩa Việt Nam |
| Đại hội Đảng bộ Bộ Giao thông Vận tải khóa XIX, nhiệm kỳ 2020-2025                  | Đại hội Đảng bộ Bộ Giao thông Vận tải khóa XIX, nhiệm kỳ 2020-2025                  | Đại hội Đảng bộ Bộ Giao thông Vận tải khóa XIX, nhiệm kỳ 2020-2025                  | Đại hội Đảng bộ Bộ Giao thông Vận tải khóa XIX, nhiệm kỳ 2020-2025                  | Đại hội Đảng bộ Bộ Giao thông Vận tải khóa XIX, nhiệm kỳ 2020-2025                  |                                                                                     |
| Thứ tự                                                                              | Tên                                                                                 | Chức vụ Đảng                                                                        | Chức vụ Nhà nước                                                                    | Ghi chú                                                                             |                                                                                     |
| ----------------------------------------------------------------------------------- | ----------------------------------------------------------------------------------- | ----------------------------------------------------------------------------------- | ----------------------------------------------------------------------------------- | ----------------------------------------------------------------------------------- | ----------------------------------------------------------------------------------- |
| 1                                                                                   | Lê Anh Tuấn                                                                         | - Bí thư Đảng ủy Bộ - Phó Bí thư Ban Cán sự Đảng                                    | Thứ trưởng Bộ Giao thông Vận tải                                                    |                                                                                     |                                                                                     |
| 2                                                                                   | Đào Văn Tiến                                                                        | - Phó Bí thư thường trực Đảng ủy                                                    |                                                                                     |                                                                                     |                                                                                     |
| 3                                                                                   | Trần Văn Lâm                                                                        | - Phó Bí thư Đảng ủy                                                                | Vụ trưởng Vụ Tổ chức cán bộ                                                         |                                                                                     |                                                                                     |
| 4                                                                                   | Nguyễn Danh Huy                                                                     | - Ủy viên Ban thường vụ                                                             | Thứ trưởng Bộ Giao thông Vận tải                                                    |                                                                                     |                                                                                     |
| 5                                                                                   | Đoàn Huy Khương                                                                     | - Ủy viên Ban thường vụ                                                             | Trưởng ban Tổ chức Đảng ủy Bộ                                                       |                                                                                     |                                                                                     |
| 6                                                                                   | Khuất Việt Hùng                                                                     | - Ủy viên Ban thường vụ - Ủy viên Ban Cán sự Đảng                                   | Phó Chủ tịch chuyên trách Ủy ban An toàn giao thông Quốc gia                        |                                                                                     |                                                                                     |
| 7                                                                                   | Nguyễn Xuân Cường                                                                   | - Ủy viên Ban thường vụ                                                             | Tổng cục trưởng Tổng cục Đường bộ                                                   |                                                                                     |                                                                                     |
| 8                                                                                   | Nguyễn Duy Lâm                                                                      | - Ủy viên Ban thường vụ                                                             | Cục trưởng Cục Quản lý xây dựng và Chất lượng công trình giao thông                 |                                                                                     |                                                                                     |
| 9                                                                                   | Lê Hoàng Minh                                                                       | - Ủy viên Ban thường vụ                                                             | Vụ trưởng Vụ Kết cấu hạ tầng giao thông                                             |                                                                                     |                                                                                     |
| 10                                                                                  | Nguyễn Xuân Sang                                                                    | - Ủy viên Ban thường vụ                                                             | Cục trưởng Cục Hàng hải Việt Nam.                                                   |                                                                                     |                                                                                     |